# Меловете
Меловете (или Големия Мел и Малкия Мел) са възвишения във вътрешната структурна ивица на Средния Предбалкан, области Габрово и Велико Търново.
Възвишенията Меловете се издигат между Ветринския пролом на река Янтра, който ги отделя от рида Стените на запад и Търновските височини на север, а на югоизток долината на Дряновска река ги отделя от Габровските възвишения. На юг, в района на село Денчевци чрез седловина висока 380 м се свързват с платото Стражата.
Дължината на възвишенията от запад на изток е около 15 км, а ширината им от север на юг – 6 – 7 км. Най-високата част на възвишенията се намира в средната им част, връх Дива баба (489 м), разположен на 400 м западно от село Керека.
Меловете имат остро гребеновидно било, със стръмни, на места отвесни северни склонове спускащи се към река Янтра. Те представляват остатък от разрушеното бедро на Севлиевската антиклинала. Изградени са от долнокредни варовици и пясъчници.
Климатът е умерено-континентален със сравнително студена зима и топло лято. Малки и къси реки и дерета се оттичат на запад и север към река Янтра и на югоизток и изток към Дряновска река. В по-голямата си част възвишенията са обрасли с ниски дъбови и габърови гори.
Във вътрешността на възвишенията и по тяхната периферия са разположени 17 села:
- Област Велико Търново

- Община Велико Търново – Буковец, Пушево, Шемшево.

- Област Габрово

- Община Дряново – Балванците, Геня, Гоздейка, Денчевци, Длъгня, Еленците, Зая, Каломен, Керека, Крънча, Плачка, Саласука, Туркинча, Чуково

През средата на възвишенията от север на юг, между селата Пушево и Денчевци, на протежение от 10,9 км преминава участък от третокласен път № 303 от Държавната пътна мрежа Българене – Павликени – Дряново.

## Топографска карта
- Лист от карта K-35-27. Мащаб: 1 : 100 000.
- Лист от карта K-35-28. Мащаб: 1 : 100 000.